# الوصلة إلى الحبيب في وصف الطيبات والطيب
الوصلة إلى الحبيب في وصف الطيّبات والطيب هو كتاب طبخ سوري [[]] يضم مجموعة من وصفات للطبخ تعود للقرن الثالث عشر للمؤلف ابن العديم عن الطبخ في العصر العباسي (558 هـ - 660 هـ) وهو واحد من الكتب التراثية الهامة يبحث في الطب والصناعة الدوائية والغذائية والعطورية ويتحدث عن الأطعمة والأغذية وطرق صناعتها وحفظها وفوائدها الصحة كما يتحدث عن تركيب بعض الأدوية واستطباباتها وفوائدها وعن صناعة العطور والصابون وتنقية المياه وتقطيرها. الكتاب يحتوي على اول وصفة لطبق الحمص بالطحينة.

## روابط خارجية
- الوصلة إلى الحبيب من موقع المكتبة العربية
- عالم الكتب: المطبخ الحلبي قبل 9 قرون موقع BBC
- كتاب طبخ سوري من القرن الثالث عشر الميلادي على موقع قنطرة